# 히날루그어
히날루그어(Khinalug, 히날루그어: каьтш мицӀ)는 아제르바이잔 북부 구바 구의 흐날르그(Xınalıq, 히날루그) 지역에서 사용되는 북동캅카스어족 계통의 언어이다. 레즈기어파의 일부로 분류하는 학자도 있으나 독자적인 분파로 분류하는 경우가 많다. 화자는 구바 지역의 원주민인 히날루그족이며 수는 약 3천 명이다. 히날루그어는 UNESCO의 세계 위기 언어 지도 기준으로 "심각한 소멸 위기 언어"로 여겨진다.

## 같이 보기
- 북동캅카스어족